# Eublemma heterogramma
Eublemma heterogramma is een vlinder van de familie van de spinneruilen (Erebidae). De wetenschappelijke naam van deze soort is voor het eerst voorgesteld als Anthophila heterogramma door Paul Mabille in een publicatie uit 1881.
De soort komt voor in Angola.